# Рибонуклеинова киселина
Рибонуклеинова киселина (РНК) е нуклеинова киселина, състояща се от верига от ковалентно свързани нуклеотиди. Тя се отличава биохимически от ДНК по наличието на допълнителна хидроксилна група, свързана с всеки пентозен пръстен, както и по използването на урацил вместо тимин. Една от главните функции на РНК е копирането на генетична информация от ДНК (чрез транскрипция) и превеждането ѝ в белтъци (чрез транслация). Наличието на допълнителна хидроксилна група в структурата на нуклеотидите на РНК я прави по-нестабилна и по-лесно разрушима в сравнение със структурата на ДНК. Ето защо генетичната информация на организма се съхранява в ДНК (с редки изключения).

## Видове РНК
Тъй като РНК изпълнява много функции в организма тя се дели на няколко вида в зависимост от предназначението си: рибозомна (рРНК), транспортна (тРНК) и информационна или матрична (иРНК или мРНК) РНК.

### Рибозомна РНК
Рибозомната или рибозомалната РНК (рРНК – на английски Ribosomal RNA, rRNA) е главната съставка на рибозомите, нуклеопротеиновите структури, в които се изършва синтеза на полипептидните вериги на белтъците.

### Транспортна РНК
Функцията на транспортната РНК (тРНК – на английски Transfer RNA, tRNA) е да пренася аминокиселините в тяхната активна форма до рибозомите, където те се свързват чрез пептидни връзки в последователност, определена от мРНК. Транспортната РНК е най-нискомолекулният тип РНК и съдържа само около 75 нуклеотида. За всяка аминокиселина има най-малко една тРНК. тРНК молекулите се образуват в ядрото от една по-голяма молекула-предшественик. Макар отделните тРНКи, специфични за аминокиселините, да притежават различна първична структура, те имат и много общи свойства. Всички тРНКи имат двойноспирални вътрешноверижни участъци, предизвикващи нагъване на веригата по специфичен начин.

### Информационна РНК
Информационна или матрична РНК (иРНК или мРНК – на английски Messenger RNA, mRNA) служи като матрица или шаблон, по който се осъществява белтъчната синтеза. Процесът на тази синтеза се нарича още ДНК транслация.
Информационната РНК е 2% от клетъчната РНК. Те носят информация за синтеза на белтъци, от където идва названието им. В тях като магнитна лента, информацията за синтеза на клетъчните белтъци е превърнала от нуклеотидна последователност на ДНК в нуклеотидна последователност за РНК. Всяка иРНК може да носи информация за синтеза на една, или няколко полипептидни вериги.

## Състав на РНК
РНК е неразклонена верига от линейно свързани нуклеотиди, съединени с фосфодиестерни мостове. Тя много прилича на ДНК, но освен с една от пиримидиновите си бази, тя се различава от нея със структурата си. Докато ДНК има изявена двойноспирална структура, то при РНК се наблюдават различни двоични и третични форми, характерни за всеки отделен вид РНК.
Нуклеотидите се състоят от рибозна част, съединена в 5' края си с фосфатна група. Симетрично от другата страна на рибозата се свърза една пиримидинова или пуринова база.
Пиримидиновите бази при РНК са цитозин и урацил (при ДНК – тимин). Те са производни на химичното съединение пиримидин.
Пуринови бази са аденин и гуанин (еднакви за РНК и ДНК). Те са производни на съединението пурин.
Всички видове РНК се синтезират в ядрото и се транспортират в цитозола, където изпълняват биологичните си функции.